# Seznam avstralskih odvetnikov
Seznam avstralskih odvetnikov.

## B
- Ian Barker
- John Jefferson Bray
- Damian Bugg
- Julian Burnside

## C
- Colin Lovitt
- Xavier Connor
- Frank Costigan

## D
- David Kang
- Mark Dreyfus

## E
- Edward Eagar
- Chris Ellison
- Norman Ewing

## F
- James Alexander Forrest

## G
- David Gaunson
- George Winterton
- Greg Craven

## H
- Adam Houda
- Thomas Hughes (avstralski politik)

## J
- Joseph Gellibrand

## K
- David Kirby (odvetnik)

## M
- James McClelland (avstralski politik)
- Jenny Mikakos

## P
- Stephen Peak

## S
- Josiah Symon

## T
- Malcolm Turnbull

## V
- Steve Vizard

## W
- Samuel Way
- Rex Wild